# رباط تربت جام
رباط تربت جام مربوط به اواخر دوره تیموریان است و در تربت جام، خیابان کوثری واقع شده و این اثر در تاریخ ۶ خرداد ۱۳۷۷ با شمارهٔ ثبت ۲۰۱۷ به‌عنوان یکی از آثار ملی ایران به ثبت رسیده است.